# Han Grijzenhout
Johannes (Han) Grijzenhout (Amsterdam, 22 december 1932 – Gent, 18 december 2020) was een Nederlands voetbalcoach.

## Carrière
Grijzenhout was zes jaar lang assistent van Ajax-trainer Rinus Michels (juli 1965-juni 1971) en 1 jaar van Ajax-trainer Stefan Kovacs (juli 1971-juni 1972), voordat hij als hoofdtrainer in juli 1972 debuteerde bij Cercle Brugge. Hij werkte in zijn beginjaren mee aan de sportieve professionalisering en modernisering van Cercle Brugge. Zijn vriendschap met Michels bezorgde Cercle Brugge de uitnodiging om als tegenstander te fungeren voor de debuutwedstrijd van Johan Cruijff bij FC Barcelona (getraind door Michels) in een uitverkocht Camp Nou. 
In 1977 trok hij naar KSC Lokeren waar hij debuteerde als hoofdcoach. Daar werd hij echter ontslagen, waarna hij terugkeerde naar Cercle. Met groen-zwart werd hij meteen kampioen in Tweede klasse, waarna hij naar de buren van Club Brugge vertrok. Club was op de dool na het vertrek van Ernst Happel, maar Grijzenhout wist het tij te keren en de club in 1980 naar zijn zesde landstitel te loodsen. Een slechte competitiestart het seizoen erop leidde echter zijn ontslag in. Later zou hij ook nog KAA Gent (2x), KV Oostende, Thor Waterschei, KV Kortrijk en Eendracht Aalst trainen. Hij keerde nog tweemaal terug naar Cercle. In totaal leidde hij verspreid over vier periodes tien jaar groen-zwart. 
Grijzenhout overleed in 2020 kort voor zijn 88e verjaardag.